# Traktat spiski
Traktat spiski, umowa spiska – porozumienie zawarte w 1214 na Spiszu między Leszkiem Białym a królem węgierskim Andrzejem II w sprawie Rusi Halickiej, kończące okres walk o panowanie nad tym terenem.
Na jego podstawie po śmierci Romana Mścisławicza tron halicki miał odziedziczyć syn Andrzeja II, natomiast zachodnią część księstwa halickiego (z Przemyślem) miał otrzymać Leszek Biały. Dla przypieczętowania ugody królewicz węgierski Koloman Halicki, mający zasiąść na tronie w Haliczu, miał pojąć za żonę córkę Leszka Białego, Salomeę. 
Niezadowoleni jednak z węgierskiego panowania haliccy bojarzy rozpoczęli w 1216 powstanie, zakończone wypędzeniem załóg węgierskich. Kniaziem został wówczas Mścisław II Udały.